# Meyomessala
Meyomessala est une commune du Cameroun située dans la région du Sud et le département du Dja-et-Lobo.

## Géographie
La localité de Meyomessala est située sur la route D84 à 51 km au nord-est du chef-lieu départemental Sangmélima. Elle est limitrophe de cinq communes du Dja-et-Lobo et d'une commune de la région Centre au nord.
| Zoétélé    | Endom       |         |
| Sangmélima | Meyomessala | Bengbis |
|            | Meyomessi   | Djoum   |

## Histoire
La Commune est créée en juin 1992 par démembrement des communes de Bengbis et de Sangmélima.

## Population
Lors du recensement de 2005, la commune comptait 31 366 habitants, dont 1 283 pour Meyomessala proprement dit. Le plan communal de développement réalisé en 2013 relève une population communale de 65 869 habitants dont 14 800 en zone urbaine. Les ethnies autochtones sont constituées par les Boulous, Kaka et Pygmées. Les Bamiléké, Batanga, Foulbé et Bamoun constituent les ethnies allogènes minoritaires présentes sur le territoire communal.

## Chefferies traditionnelles
L'arrondissement de Meyomessala compte 14 chefferies traditionnelles de 2e degré :
- 763 : Groupement Yekombo
- 764 : Groupement Yetyang
- 765 : Groupement Tekmo
- 766 : Groupement Ngoe
- 767 : Groupement Yezoum
- 768 : Groupement Yebae
- 769 : Groupement Yemfek
- 770 : Groupement Yembam
- 771 : Groupement Yembong
- 772 : Groupement Ndong
- 773 : Groupement Yekoue-Yendjok
- 774 : Groupement Yassaman
- 775 : Groupement Essaman
- 776 : Groupement Yetotan

## Villages
La commune s'étend sur 97 villages en zone rurale et 5 villages pour l'espace urbain du chef-lieu :
- Akok
- Akom-Ndong
- Alen
- Andom
- Anvom
- Anyungan
- Assok
- Biba
- Biba-Yezoum
- Bibas
- Biboulemam
- Bidjong
- Bingong
- Bisso'o
- Bite'eboe
- Bitye
- Biyebe
- Ebang
- Ebezom
- Ebolakounou
- Edjom
- Efoulan I
- Efoulan I-Yassaman
- Ekok
- Ekong
- Ellé
- Endam-Yembong
- Enyeng
- Essone
- Essong
- Fibot
- Kalle
- Koum-Yetotan
- Kout
- Kpwe
- Loum
- Mbanlam
- Mbe'elon
- Mebame
- Mekalat
- Mekin
- Mekomo
- Melan
- Melok
- Memvae
- Mengom
- Mengon
- Messila
- Messok
- Meyomakot
- Meyos-Yemvak
- Meyos-Yemvam
- Meyos-Yetyang
- Meza'a
- Mimbang
- Minko
- Mintima
- Mvan-Bisson
- Mvia
- Mvomeka’a
- Ndibissong
- Ndjabem
- Ndjikom
- Ndjom-Yékombo
- Ndonkol
- Ngat
- Ngoasse
- Ngoundou
- Nkae
- Nko
- Nko'o Ntonda
- Nkoldja
- Nkolebo'o
- Nkolendam
- Nkolenyeng
- Nkolessam
- Nkolessas
- Nkomo
- Nkong-Mekak
- Nkout
- Nlobesse'e
- Nnemeyong I
- Nnemeyong III
- Nye'ele
- Olong
- Oveng-Si
- Samarie
- Tatying
- Tekmo
- Yem-Yemfeck
- Yous
- Zoumeyo

## Cultes
Le village est le siège de la paroisse catholique de la Sainte Trinité de Meyomessala, rattachée à la zone épiscopale Nkol-Ekong du diocèse de Sangmélima.

## Transports
- Aérodrome de Mvomeka'a

## Économie
Le barrage hydroélectrique de Mekin est une retenue d'eau sur le fleuve Dja dont la construction a débuté en 2012, pour une mise en service repoussée d'année en année depuis 2015.

## Personnalité
- Paul Biya, homme d'État camerounais, président de la République depuis le 6 novembre 1982, est né au village de Mvomeka’a en 1933.